# Anastasios Aulōnitīs
Anastasios Aulōnitīs, detto Tasos (in greco: Αναστάσιος "Τάσος" Αυλωνίτης; Calcide, 1º gennaio 1990), è un calciatore greco, difensore svincolato.

## Carriera

### Club
Avlonitis ha iniziato come dilettante nella squadra della sua città: il Chalkineo Evias. Nel 2007 firma un contratto con l'Egaleo, rimanendovi per tre stagioni. Nella stagione 2008/09 è stato ceduto in prestito all'Ilisiakos. Nel 2010 firma un contratto con il Kavala, rimanendovi solo una stagione. Dopo il coinvolgimento del presidente del club Psomiadis in uno scandalo di partite truccate, Avlonitis ha sciolto ogni vincolo contrattuale con il Kavala, accasandosi al Panionios, dove rimane per tre stagioni.
Nell'estate del 2014 si accasa all'Olympiakos. Con la sua nuova casacca esordisce il 13 settembre 2014 nella vittoria interna contro l'OFI Creta. Nel corso della sua prima stagione all'Olympiakos disputa diciotto partite di campionato, mettendo a segno due marcature. La stagione successiva viene scarsamente impiegato dall'allenatore Marco Silva. Il 1º febbraio 2016 si trasferisce, con la formula del prestito, allo Sturm Graz. Terminato il prestito, rescinde il contratto che lo legava all'Olympiakos.
Nel gennaio del 2017, firma un contratto con gli scozzesi degli Hearts.
Il 21 settembre 2020 viene acquistato dall'Ascoli.
Il 25 gennaio 2022 l'Apollōn Limassol annuncia di avere trovato l'accordo con il giocatore. Due giorni dopo il trasferimento viene finalizzato.

### Nazionale
Conta due presenze nella nazionale under-19 greca.

## Statistiche

### Presenze e reti nei club
Statistiche aggiornate al 25 gennaio 2023.
| Stagione                | Squadra                 | Campionato              | Campionato | Campionato | Coppe nazionali | Coppe nazionali | Coppe nazionali | Coppe continentali | Coppe continentali | Coppe continentali | Altre coppe | Altre coppe | Altre coppe | Totale | Totale | Totale |
| Stagione                | Squadra                 | Comp                    | Pres       | Reti       | Comp            | Pres            | Reti            | Comp               | Pres               | Reti               | Comp        | Pres        | Reti        | Pres   | Reti   |        |
| ----------------------- | ----------------------- | ----------------------- | ---------- | ---------- | --------------- | --------------- | --------------- | ------------------ | ------------------ | ------------------ | ----------- | ----------- | ----------- | ------ | ------ | ------ |
| 2007-2008               | Egaleo                  | BE                      | 19         | 1          | CG              | 1               | 0               | -                  | -                  | -                  | -           | -           | -           | 20     | 1      |        |
| 2008-2009               | Ilisiakos               | BE                      | 22         | 0          | CG              | 1               | 0               | -                  | -                  | -                  | -           | -           | -           | 23     | 0      |        |
| 2009-2010               | Egaleo                  | BE                      | 12         | 0          | CG              | 1               | 0               | -                  | -                  | -                  | -           | -           | -           | 13     | 0      |        |
| Totale Egaleo           | Totale Egaleo           | Totale Egaleo           | 31         | 1          |                 | 2               | 0               |                    | -                  | -                  |             | -           | -           | 33     | 1      |        |
| 2010-2011               | Kavala                  | SL                      | 0          | 0          | CG              | 0               | 0               | -                  | -                  | -                  | -           | -           | -           | 0      | 0      |        |
| 2011-2012               | Paniōnios               | SL                      | 4          | 0          | CG              | 2               | 0               | -                  | -                  | -                  | -           | -           | -           | 6      | 0      |        |
| 2012-2013               | Paniōnios               | SL                      | 25         | 0          | CG              | 1               | 0               | -                  | -                  | -                  | -           | -           | -           | 26     | 0      |        |
| 2013-2014               | Paniōnios               | SL                      | 30         | 0          | CG              | 3               | 0               | -                  | -                  | -                  | -           | -           | -           | 33     | 0      |        |
| Totale Paniōnios        | Totale Paniōnios        | Totale Paniōnios        | 59         | 0          |                 | 6               | 0               |                    | -                  | -                  |             | -           | -           | 65     | 0      |        |
| 2014-2015               | Olympiakos              | SL                      | 18         | 2          | CG              | 4               | 0               | UCL+UEL            | 0                  | 0                  | -           | -           | -           | 22     | 2      |        |
| 2015-feb. 2016          | Olympiakos              | SL                      | 0          | 0          | CG              | 3               | 0               | UCL                | 0                  | 0                  | -           | -           | -           | 3      | 0      |        |
| Totale Olympiakos       | Totale Olympiakos       | Totale Olympiakos       | 18         | 2          |                 | 7               | 0               |                    | 0                  | 0                  |             | -           | -           | 25     | 2      |        |
| feb.-giu. 2016          | Sturm Graz              | BL                      | 16         | 0          | CA              | 1               | 0               | -                  | -                  | -                  | -           | -           | -           | 17     | 0      |        |
| 2016-2017               | Hearts                  | SPL                     | 9          | 0          | CS              | 2               | 0               | -                  | -                  | -                  | -           | -           | -           | 11     | 0      |        |
| 2017-2018               | Panathīnaïkos           | SL                      | 6          | 0          | CG              | 4               | 0               | UEL                | 0                  | 0                  | -           | -           | -           | 10     | 0      |        |
| 2018-2019               | Sturm Graz              | BL                      | 19+1       | 0          | CA              | 2               | 0               | UCL+UEL            | 1+2                | 0                  | -           | -           | -           | 25     | 0      |        |
| 2019-2020               | Sturm Graz              | BL                      | 28         | 1          | CA              | 4               | 0               | UEL                | 2                  | 0                  | -           | -           | -           | 34     | 1      |        |
| Totale Sturm Graz       | Totale Sturm Graz       | Totale Sturm Graz       | 64         | 1          |                 | 7               | 0               |                    | 5                  | 0                  |             | -           | -           | 76     | 1      |        |
| 2020-2021               | Ascoli                  | B                       | 15         | 0          | CI              | 0               | 0               | -                  | -                  | -                  | -           | -           | -           | 15     | 0      |        |
| 2021-gen. 2022          | Ascoli                  | B                       | 15         | 0          | CI              | 1               | 0               | -                  | -                  | -                  | -           | -           | -           | 16     | 0      |        |
| Totale Ascoli           | Totale Ascoli           | Totale Ascoli           | 30         | 0          |                 | 1               | 0               |                    | -                  | -                  |             | -           | -           | 31     | 0      |        |
| gen.-giu. 2022          | Apollōn Limassol        | A                       | 3+5        | 0          | -               | -               | -               | -                  | -                  | -                  | -           | -           | -           | 8      | 0      |        |
| ago. 2022               | Apollōn Limassol        | A                       | 0          | 0          | -               | -               | -               | UEL                | 1                  | 0                  | -           | -           | -           | 1      | 0      |        |
| Totale Apollon Limassol | Totale Apollon Limassol | Totale Apollon Limassol | 8          | 0          |                 | 0               | 0               |                    | 1                  | 0                  |             | -           | -           | 9      | 0      |        |
| gen.-giu. 2023          | Panserraïkos            | BE                      | 0          | 0          | CG              | -               | -               | -                  | -                  | -                  | -           | -           | -           | 0      | 0      |        |
| Totale carriera         | Totale carriera         | Totale carriera         | 256        | 4          | -               | 30              | 0               | -                  | 6                  | 0                  | -           | -           | -           | 292    | 4      |        |

## Palmarès

### Club

#### Competizioni nazionali
- Coppa di Grecia: 1

Olympiakos: 2014-2015
- Campionato greco: 1

Olympiakos: 2014-2015
- Souper Ligka Ellada 2: 1

Panserraïkos: 2022-2023 (girone A)